# Xã Hubble, Quận Cape Girardeau, Missouri
Xã Hubble (tiếng Anh: Hubble Township) là một xã thuộc quận Cape Girardeau, tiểu bang Missouri, Hoa Kỳ. Năm 2010, dân số của xã này là 1.861 người.